# Erich Keller (Theologe)
Erich Keller (* 31. Juli 1894 in Murrhardt; † 24. Dezember 1977 in Arolsen) war ein deutscher evangelischer Pfarrer, Schulleiter, NSDAP-Funktionär und Gauredner.

## Leben und Werk
Erich Keller besuchte die Theologischen Seminare in Schöntal und Bad Urach. 1912/13 begann er das Studium der evangelischen Theologie in an der Universität Tübingen und wurde Mitglied der christlichen Studentenverbindung Tübinger Wingolf, trat aber nach 1937 wieder aus. Von Herbst 1914 bis zum Ende des Ersten Weltkrieges leistete er Wehrdienst. 1919 kämpfte er mit einem Studentenbataillon gegen die Spartakisten. Nach seiner 1. Theologischen Dienstprüfung 1921 wurde er Repetent am Tübinger Stift und promovierte 1923 bei den Philosophen Erich Adickes und Karl Groos über „Das religiöse Erleben bei Schopenhauer“.
Von 1925 bis 1928 war er Mitglied bei der Deutsch-Nationalen Volkspartei (DNVP), Ende der 1920er Jahre sympathisierte er mit den „Deutschen Christen“, danach mit der „Deutschen Glaubensbewegung“ unter Jakob Wilhelm Hauer. Zum 1. September 1930 trat Keller in die NSDAP ein (Mitgliedsnummer 290.105), im Jahr darauf betätigte er sich als Gauredner im Gau Württemberg-Hohenzollern. Er verstand es dabei, NS-Politik mit Antisemitismus und diffuser Mystik zu vermengen. Am 17. Juli 1933 erhielt er an der Technischen Hochschule Stuttgart einen Lehrauftrag für Philosophie, 1934 legte er dort seine Habilitation über Das Problem des Irrationalen im wertphilosophischen Idealismus der Gegenwart vor.
Schon in der Weimarer Republik engagierte sich Keller für den Nationalsozialismus und stieg nach 1933 rasch auf. Gefördert vom württembergischen Ministerpräsidenten und Kultusminister Christian Mergenthaler, einem Studienfreund, wurde er Oberregierungsrat und war als Hochschulreferent für die Hochschulen Stuttgart und Hohenheim, für die Universität Tübingen sowie für Kirchen- und Schulpolitik zuständig. An der am 5. Mai 1935 aus dem Schullehrerseminar hervorgegangenen Hochschule für Lehrerbildung in Esslingen fungierte er als stellvertretender Direktor. Seit 1938 war Keller SA-Sturmführer. Er unterstützte die Auflösung der konfessionsgebundenen Schulen und die Einführung der Gemeinschaftsschulen und war am 1939 eingeführten „Weltanschauungsunterricht“ (WAU) beteiligt. Dieser sollte den Religionsunterricht verdrängen und die schulische Erziehung auf nationalsozialistische Grundlage stellen.
Nach der Auflösung der Hochschule für Lehrerbildung 1942 wurde Keller Oberstudiendirektor am Uhland-Gymnasium Tübingen sowie Philosophiedozent an der Universität Tübingen.
Mit einer einmonatigen Unterbrechung verbrachte er nach 1945 insgesamt 16 Monate in Internierungshaft. Die Spruchkammer Backnang stufte ihn am 6. November 1947 als „belastet“ ein. Er erreichte eine Herabstufung, kam aber nicht mehr in den Schuldienst.
Keller schloss sich dem 1949 ebenfalls amtsenthobenen Hauer an, Gründer der Deutschen Glaubensbewegung. Mit ihm zählte er zu den Gründungsmitgliedern der „Arbeitsgemeinschaft für freie Religionsforschung und Philosophie“ sowie der 1956 gegründeten Nachfolgeorganisation, der Freien Akademie. Keller starb 1977 in Arolsen.

## Schriften
- Das Problem des Irrationalen im wertphilosophischen Idealismus der Gegenwart, Junker & Dunnhaupt 1931.[5]